# Кюэнси
Кюэнси́ (фр. Cuincy) — коммуна во Франции, регион О-де-Франс, департамент Нор, кантон Дуэ. Пригород Дуэ, отделен от него каналом Скарп. Расположен в 3 км к западу от центра Дуэ, в 35 км к югу от Лилля, в 8 км от автомагистрали А21 «Рокада Миньер».
Население (2017) — 6 435 человек.

## Экономика
Структура занятости населения:
- сельское хозяйство — 0,3 %
- промышленность — 50,9 %
- строительство — 7,3 %
- торговля, транспорт и сфера услуг — 31,4 %
- государственные и муниципальные службы — 10,0 %

Уровень безработицы (2017) — 15,3 % (Франция в целом — 13,4 %, департамент Нор — 17,6 %). 

Среднегодовой доход на 1 человека, евро (2017) — 21 390 (Франция в целом — 21 110, департамент Нор — 19 490).

## Демография
Динамика численности населения, чел.

## Администрация
Пост мэра Кюэнси с 2014 года занимает Клод Эго (Claude Hégo). На муниципальных выборах 2020 года возглавляемый им левый список одержал победу в 1-м туре, получив 67,82 % голосов.
| Период | Период | Фамилия      | Партия                  | Примечания                            |
| ------ | ------ | ------------ | ----------------------- | ------------------------------------- |
| 1999   | 2014   | Бернар Вагон | Социалистическая партия | член Генерального совета департамента |
| 2014   |        | Клод Эго     | Разные левые            | управленец                            |

## Города-побратимы
- Туайфорд, Великобритания

## Галерея
- Особняк Пети-Кюэнси
- Пресвитерий

1. 1 2  база данных о французских коммунах — Национальный географический институт Франции, 2015.